# 振り茶

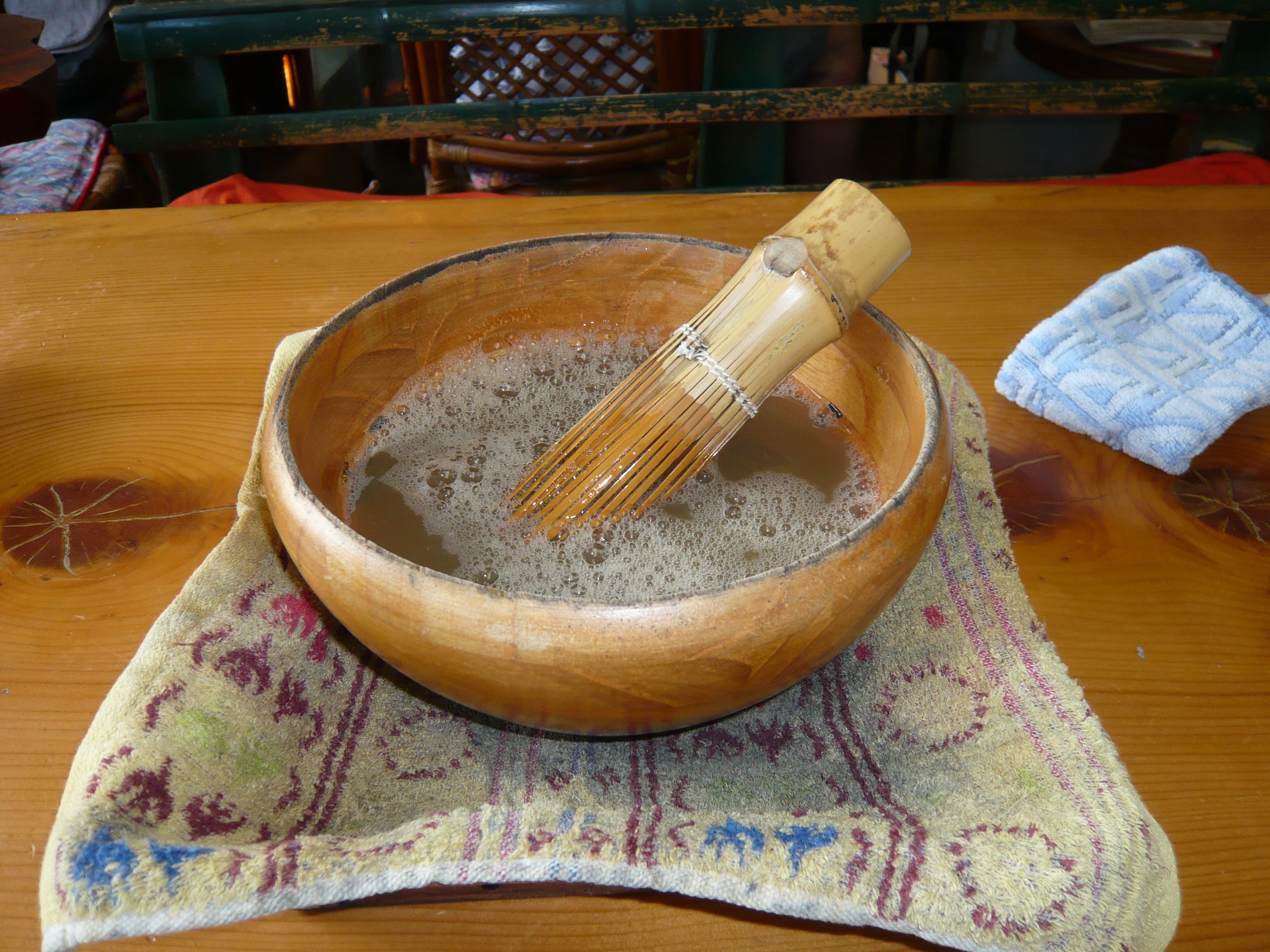
ブクブク茶を泡立てる前

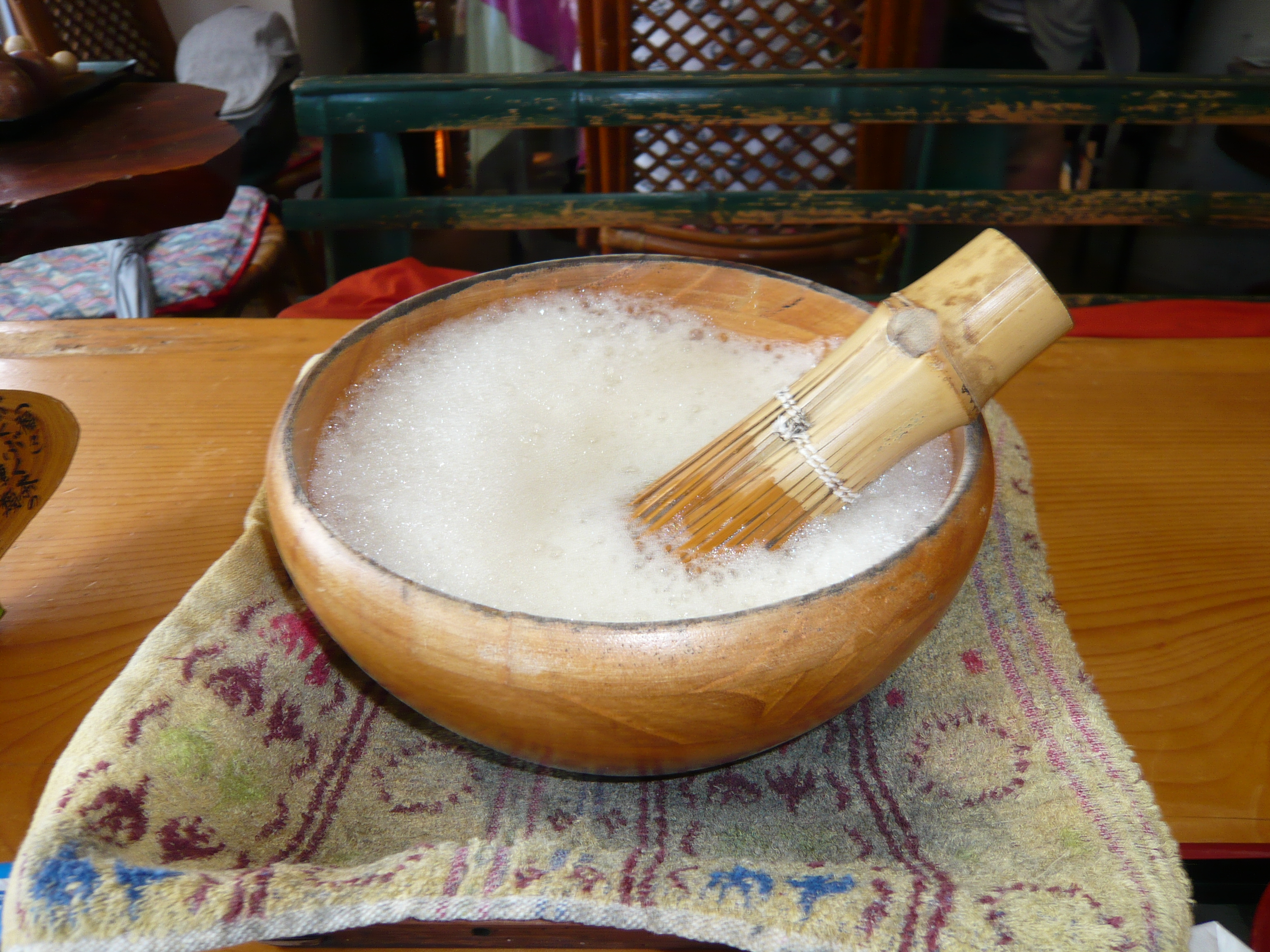
ブクブク茶。茶筅でかき混ぜていくと泡が盛り上がっていく

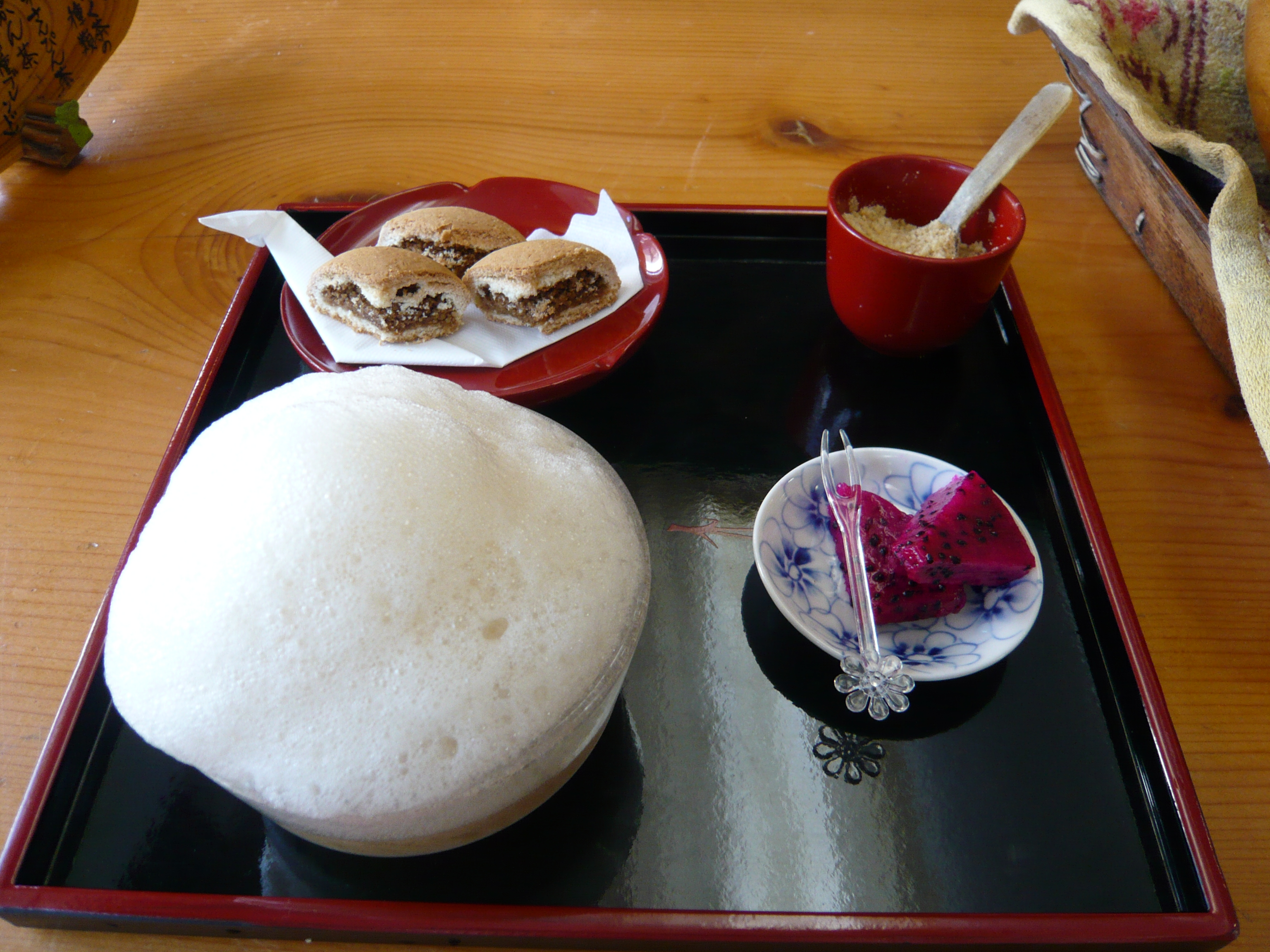
ブクブク茶の完成。砕いた落花生（右上）をふりかけて食する

振り茶（ふりちゃ）とは番茶を茶筅で泡立てて食べる、もしくは飲む習俗の総称である。古来からの庶民の茶の楽しみ方であり、振り茶という種類の茶葉があるわけではない。18世紀までは日本の各地で行われてきたが、現在では一部地域にしか残っていない珍しい風習となりつつある。

## 概要
振り茶の「振り」とは茶筅で茶を泡立てる様を指した言葉で、泡を立てることによって茶の味をまろやかにしたり、泡に漬物やはったい粉などを絡めて間食とする。振り茶に使われる茶は自宅の周りのチャノキの葉を使った自家製、地場産の粗製な茶が多く、日本の各所で行われてきた喫茶方法である。振り茶の茶筅は泡を立てるためであり、茶道の茶筅とは目的が異なる。泡を立てやすいように茶道の茶筅より大型のものが多い。ぼてぼて茶のように名前が付いている地域もあるが、単に「茶を振る」と呼ぶ場合もある。
振り茶は複数人で行う事が多く、茶会のように亭主役が招いて行う地域や、お逮夜のような行事に合わせて行う場合もある。江戸時代、北陸の浄土真宗の寺院では講の席でバタバタ茶が振る舞われた。振り茶の風習が全盛の時代には茶筅は消耗品として需要があり、茶筅売りの行商人が往来していた。
振り茶の起源は定かではないが、高価な抹茶に手が出ない庶民が番茶を使って茶の湯を楽しんだ、という説や、逆に茶道の源流の一つと見る説もある。また、陸羽の『茶経』の影響を受ける以前からあった、日本の喫茶文化の名残りを残した風習という見方もある。

## 振茶の例
地域によって別の呼び方もあるが、一例を挙げる。

### ブクブク茶
沖縄県那覇市で行われている振り茶。炒り米とさんぴん茶を一緒に煮出し、差し渡し30センチ近い巨大な茶碗や桶で盛大に泡を立て、立った泡だけを他の器に移し砕いた落花生を振って食べる。

### バタバタ茶
新潟県、富山県で行われている振り茶。黒茶という発酵茶を煮出し、五郎八茶碗と呼ばれる小ぶりの抹茶茶碗に淹れ、塩を入れ茶筅で泡立てて飲む。使われる茶筅は竹を2本束ねたような形をしている。

### ぼてぼて茶
島根県出雲地方で行われている振り茶。晩秋に収穫した陰干し番茶を煮出し、塩を付けた茶筅で泡立てて好みの具を混ぜて食べる。

### 挽き茶
奈良県橿原市中曽司町に伝承されている振り茶。自家製の日干番茶を茶臼で挽き、湯に少量の塩を加え、茶筅で泡立てるように混ぜて、「キリコ」と呼ぶあられを浮かべて食べる。お寺での集会や来客時の接待として出された。「茶の子」と呼ばれる煮物と一緒に供されるのが決まりであるという。